# Janina Waśniowska
Janina Waśniowska (ur. 11 grudnia 1920 w Makowie, zm. 18 września 1989 w Miechowie) – polska polityk, poseł na Sejm PRL VI i VII kadencji.

## Życiorys
Córka Andrzeja i Anny. Uzyskała wykształcenie średnie, z zawodu technik ekonomista. Ukończyła Liceum Spółdzielczo-Handlowe. Od 1955 prowadziła własne gospodarstwo rolne o specjalizacji warzywno-hodowlanej. Była radną Gromadzkiej Rady Narodowej oraz ławnikiem ludowym przy Sądzie Powiatowym w Miechowie. W 1968 przystąpiła do Zjednoczonego Stronnictwa Ludowego, gdzie zasiadała w plenum Powiatowego Komitetu, a następnie w prezydium PK. W 1958 została działaczką Koła Gospodyń Wiejskich, gdzie była członkiem zarządu w Makowie, od 1966 członkiem zarządu Powiatowej Rady KGW w Miechowie, a od 1972 przewodniczącą Wojewódzkiej Rady KGW w Krakowie. W 1960 zasiadła w zarządzie Powiatowego Związku Kółek Rolniczych w Miechowie, w 1962 w jego prezydium, a w 1966 objęła funkcję wiceprezesa. Od 1975 była członkinią prezydium krakowskiego Komitetu Frontu Jedności Narodu. Zasiadała też w Wojewódzkim Zarządzie Ligi Kobiet Polskich.
W 1972 i 1976 uzyskiwała mandat posła na Sejm PRL w okręgu Kraków. W trakcie VI kadencji zasiadała w Komisji Handlu Wewnętrznego, a w trakcie VII kadencji w Komisji Handlu Wewnętrznego, Drobnej Wytwórczości i Usług oraz w Komisji Pracy i Spraw Socjalnych.

## Odznaczenia
- Srebrny Krzyż Zasługi
- Medal 30-lecia Polski Ludowej
- Odznaka „Za Zasługi dla Ziemi Krakowskiej”